# Agaric géant des prés
Agaricus crocodilinus, Agaricus urinascens, Agaricus macrosporus, Agaricus albertii · Agaric macrospore
Espèce
Agaricus crocodilinus, l'Agaric géant des prés, aussi nommé Agaricus urinascens ou Agaricus macrosporus, est une espèce comestible de la famille des Agaricaceae. Il est caractérisé par sa grande taille, son pied floconneux-écailleux sous l'anneau et son odeur désagréable à maturité.

## Taxonomie
Le nom correct complet (avec auteur) de ce taxon est Agaricus crocodilinus Murrill.

### Synonymes
Agaricus crocodilinus a pour synonyme :
- Agaricus tabularis Knudsen

### Noms vulgaires et vernaculaires
Ce taxon porte en français les noms vernaculaires ou normalisés suivants : Agaric géant des prés, Psalliote géante des prés, Agaric macrospore et Agaric à grandes spores.

## Description du sporophore
C'est un champignon qui présente un pied et un chapeau. Le pied est central. Sous le chapeau, l'hyménophore est constitué de lames libres.

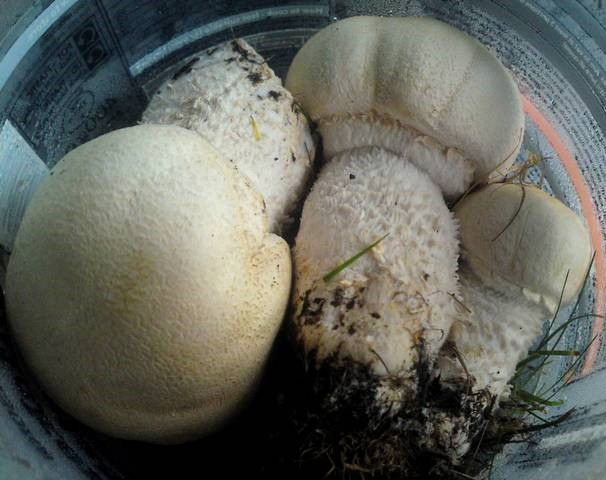
Sporophores dA. crocodilinus au chapeau encore fermé avec leurs pieds floconneux sous l'anneau.

C'est un champignon de grande taille, son chapeau mesure 10 à 30 cm. Il est de couleur blanchâtre pâle à crème puis légèrement brun avec l'âge, sec, sublisse au début, puis fibrilleux écailleux, pouvant se craqueler avec l’âge, parfois faiblement légèrement jaunissant au froissement. Il devient jaunâtre à fauve avec l'âge et au sec.
L'hyménophore est fait de lames libres serrées, mesurant 5 à 13 mm, brun grisâtres pâles puis brunes à brun noirâtre à maturité. Sa sporée est brune.
Son stipe mesure 6 à 15 cm x 1,5 à 5(7) cm. Il est large, subégal à clavé vers la base, court et épais au début, légèrement radicant, robuste, orné d'abondants flocons écailleux plus ou moins fugaces sous l’anneau, et lisse au dessus de l'anneau. Son anneau est supère, large, laineux, double, denté à la marge, avec couche inférieure adhérant au revers de la couche supérieure et formant de grandes plaques aréolées blanches à chamois cannelle.
La chair est épaisse, ferme, blanche, se décolorant en rougeâtre ou brun souvent vers la base du pied, elle dégage une odeur tout d'abord agréable, plus ou moins d'amande-anis au frais, puis désagréable à maturité et avec l'âge, d'amande amère, d'ammoniac, nauséeuse, ou même d'urine. Sa saveur est douce à amarescente après quelques secondes.

### Caractéristiques microscopiques
Ses spores mesurent 8,5 à 13 µm x 5,5 à 7,5 µm, elles sont ellipsoïdes, lisses, avec apicule proéminent, sans pore germinatif distinct, guttulées.

## Galerie

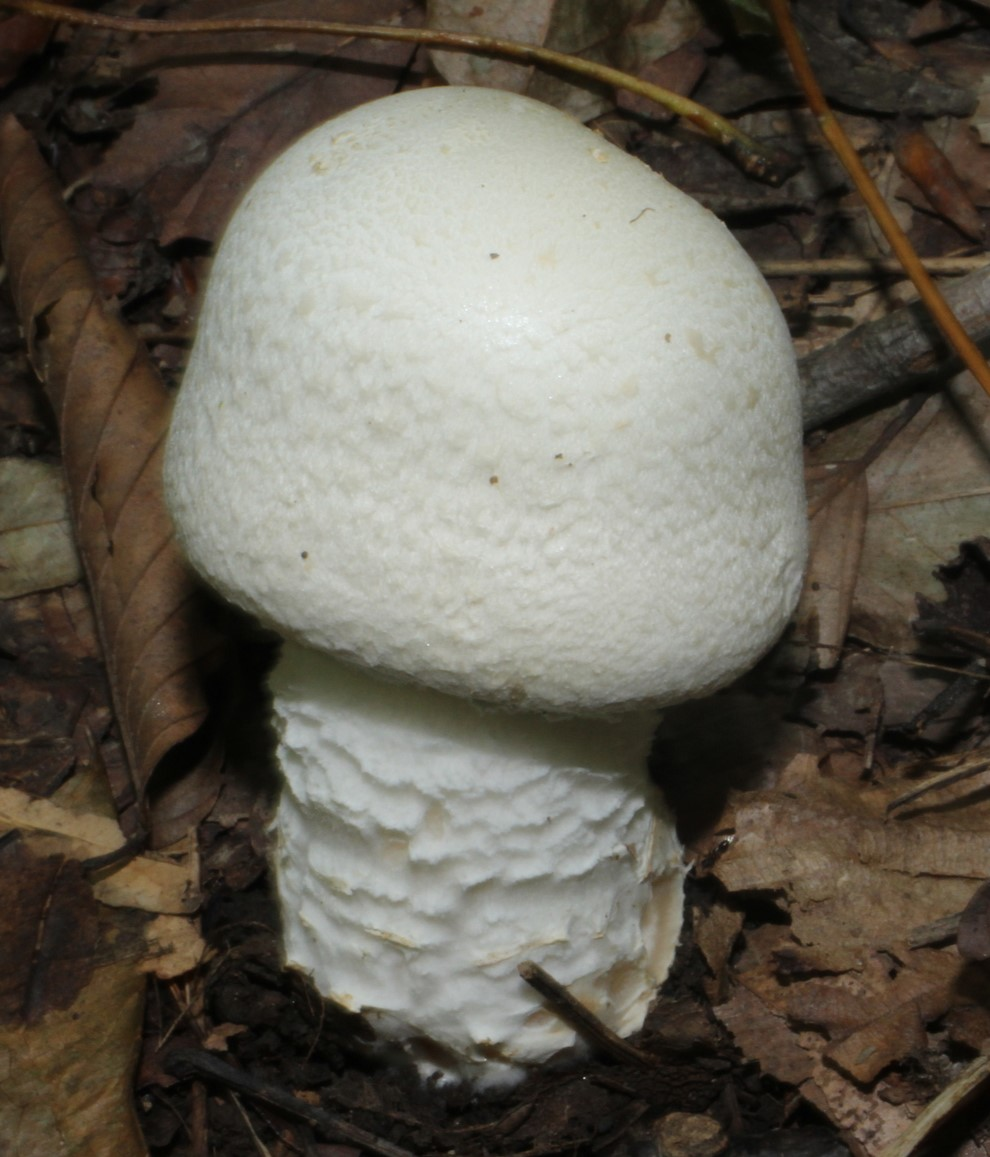
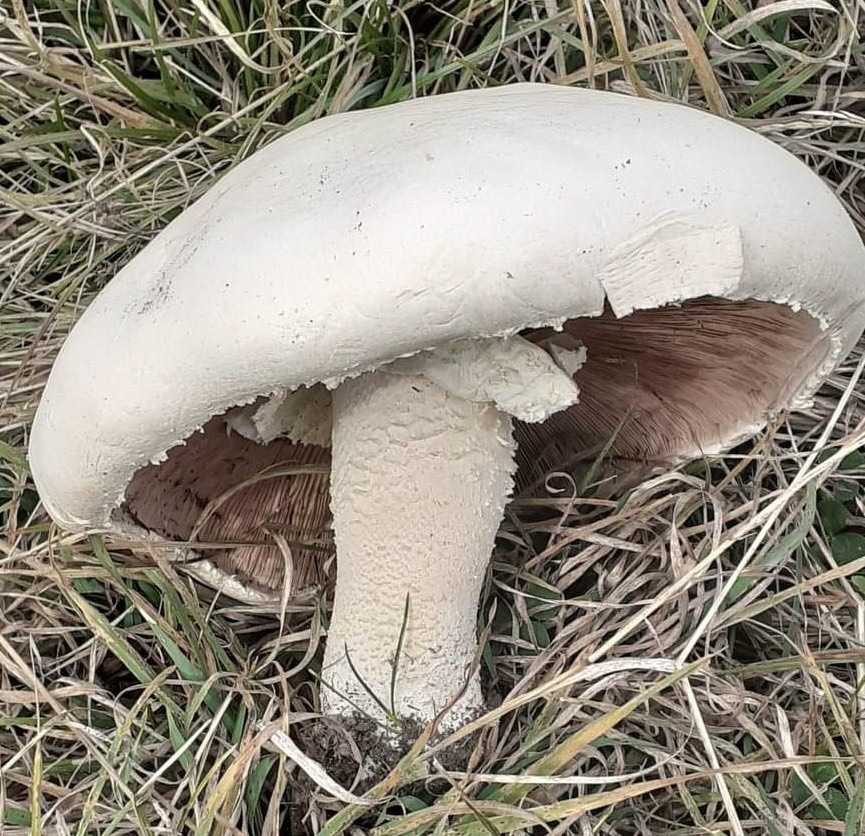
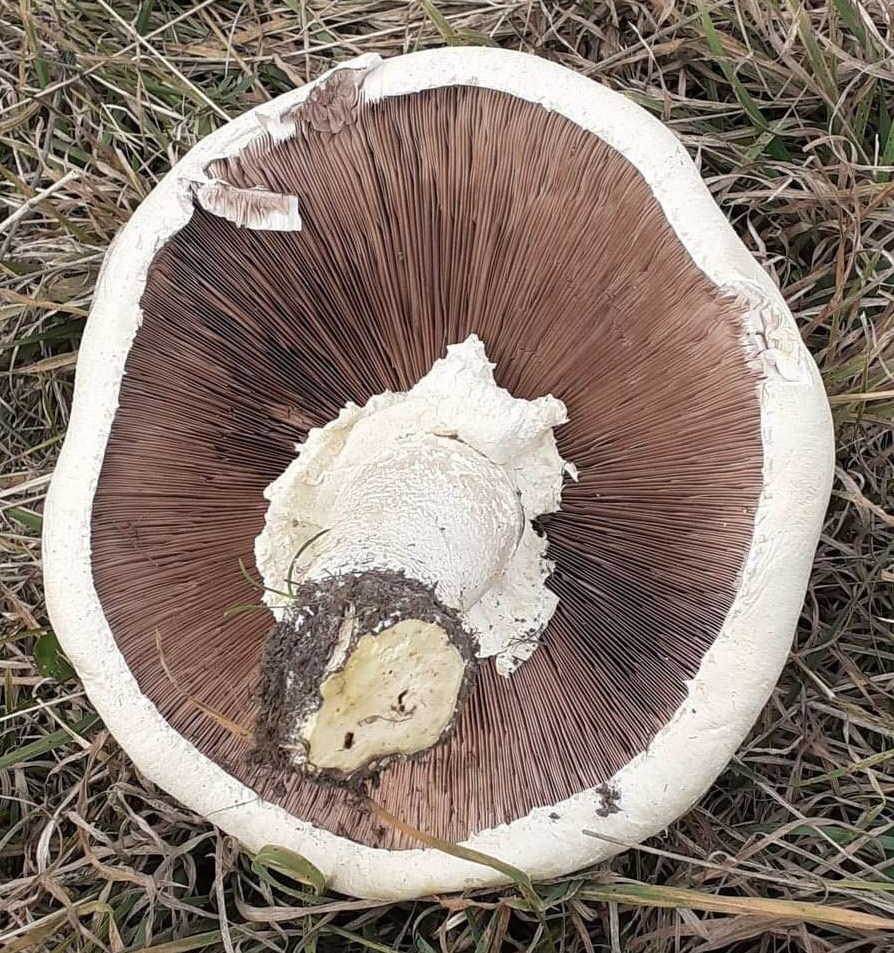
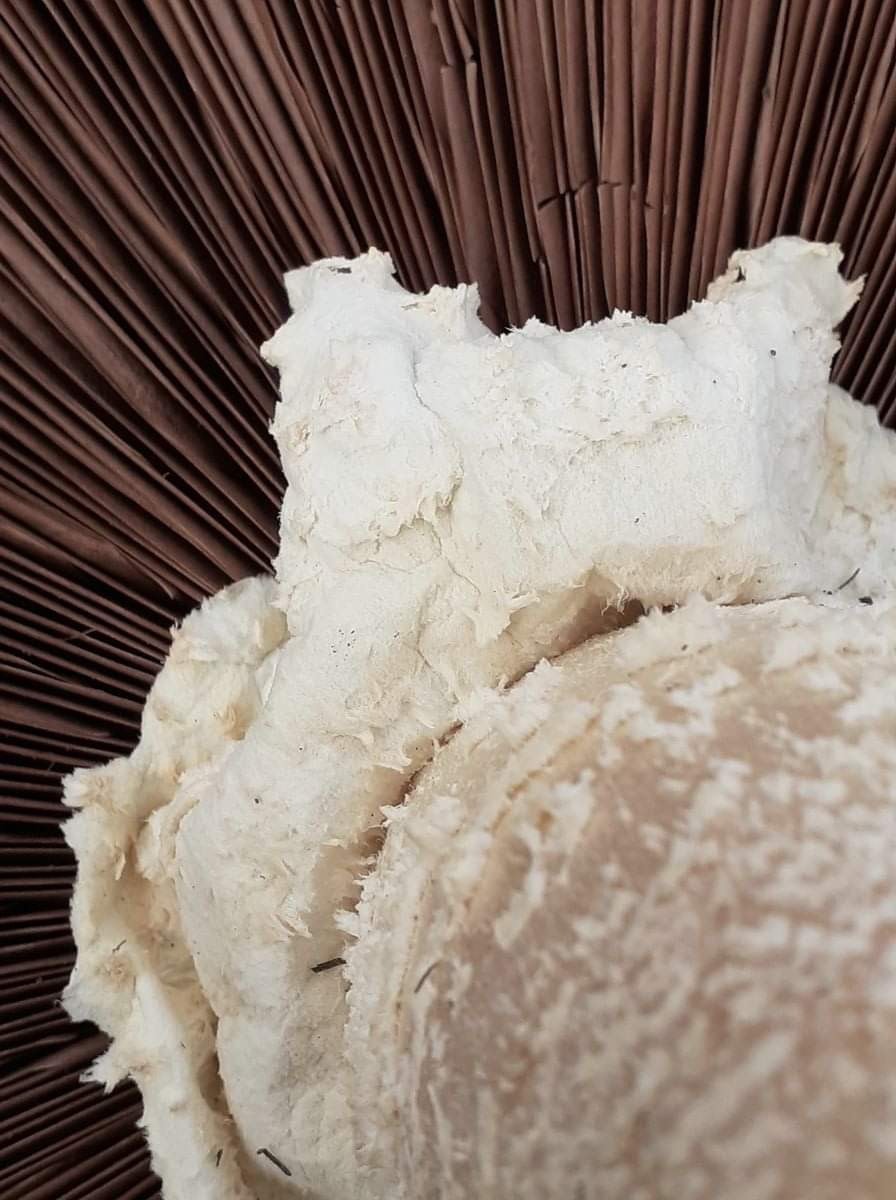
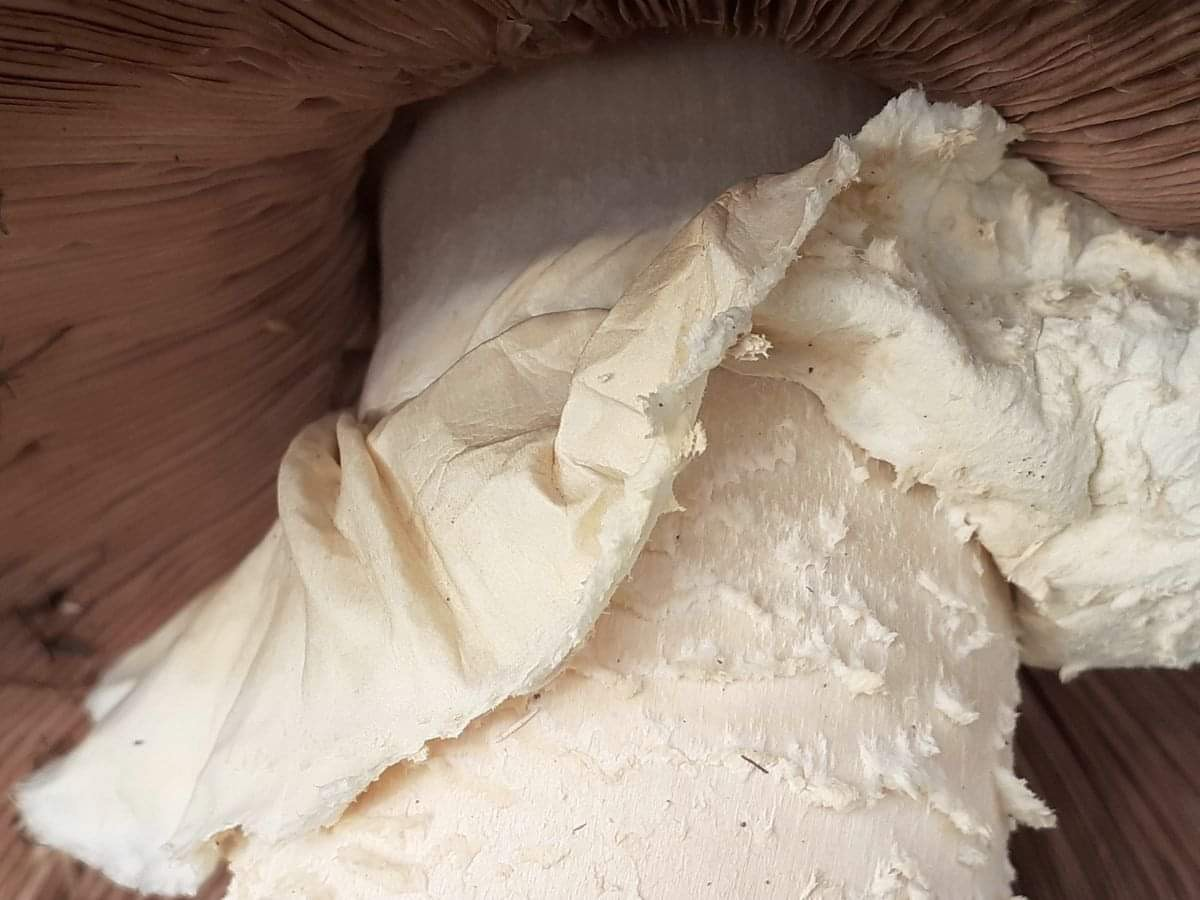
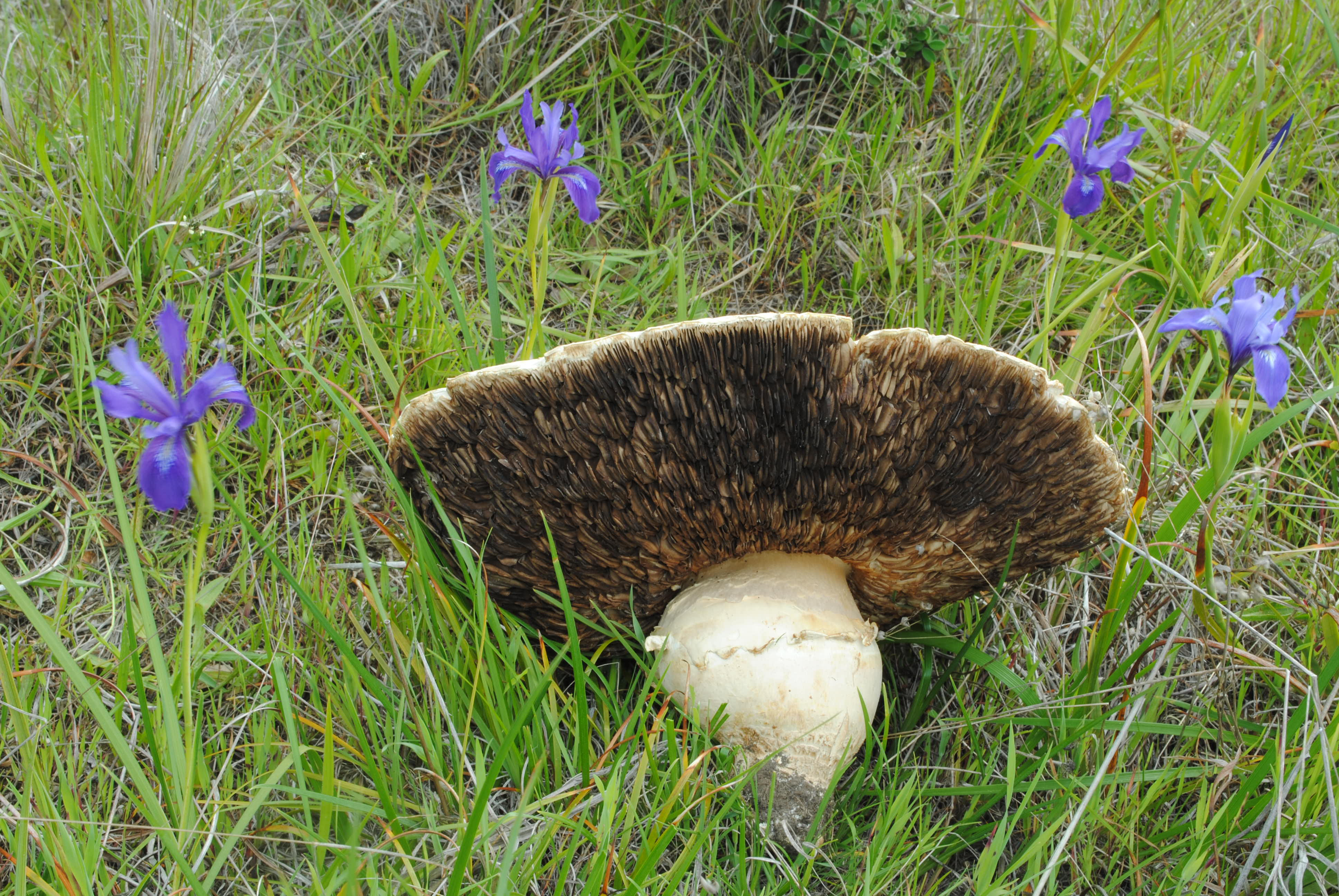
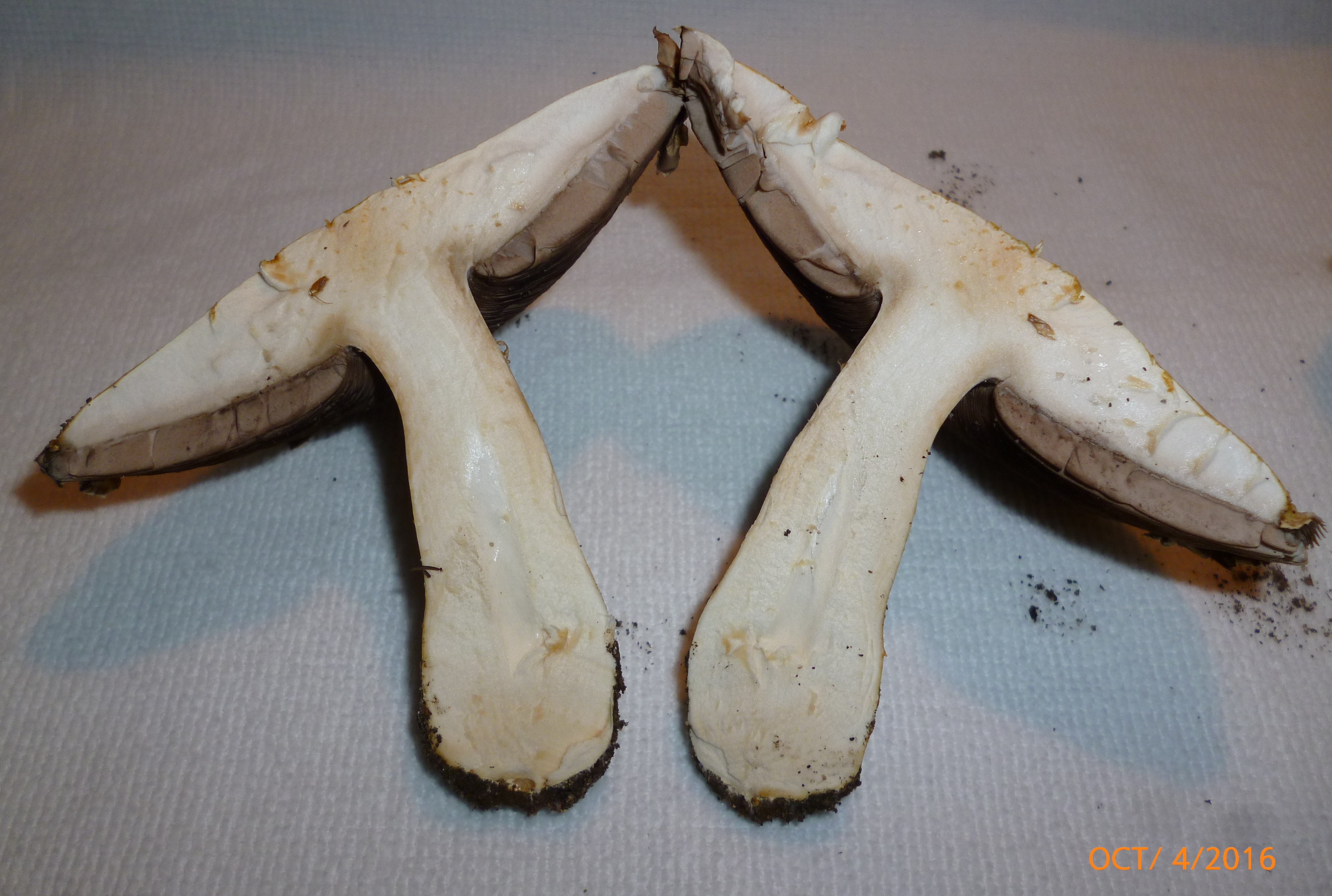
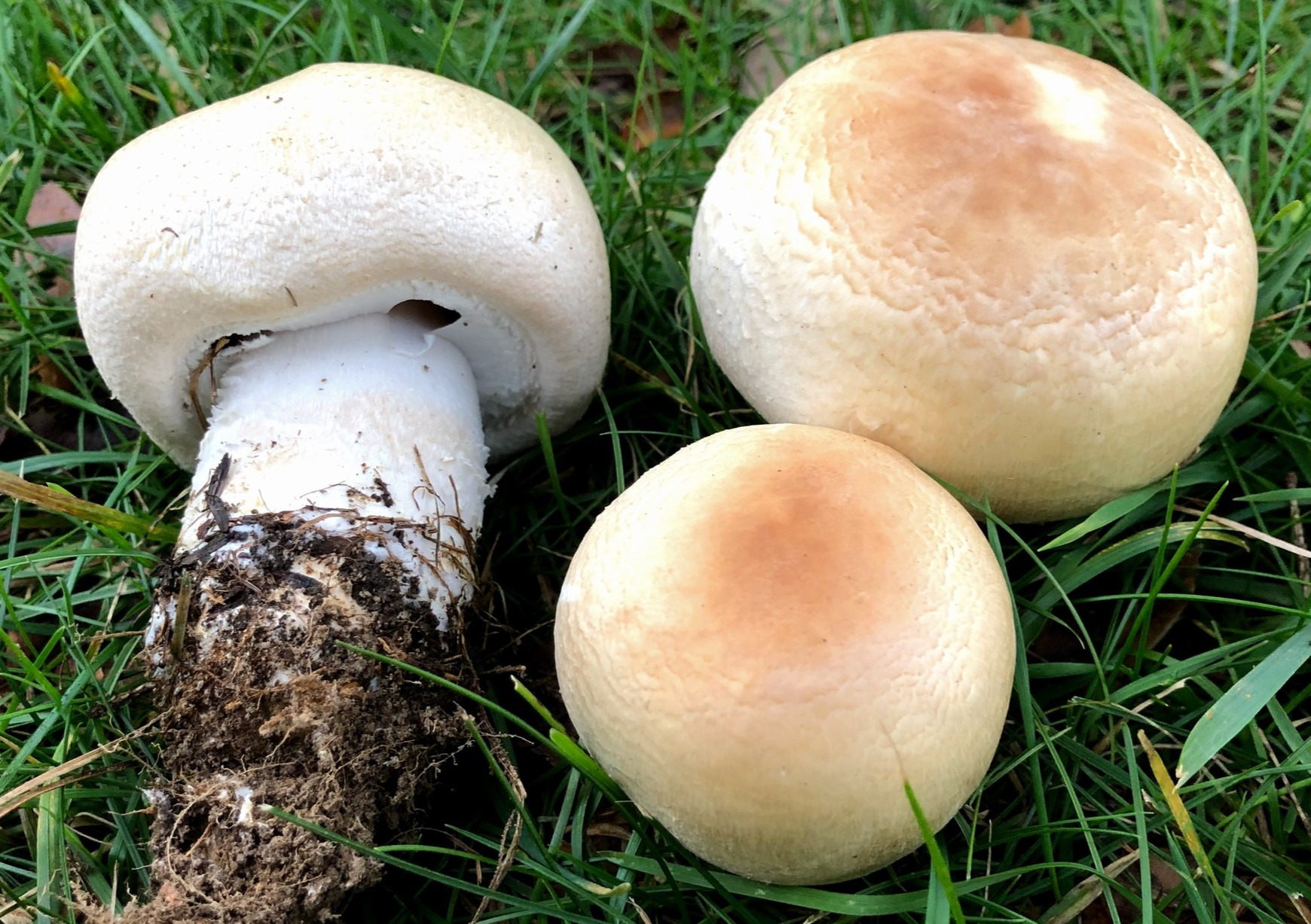
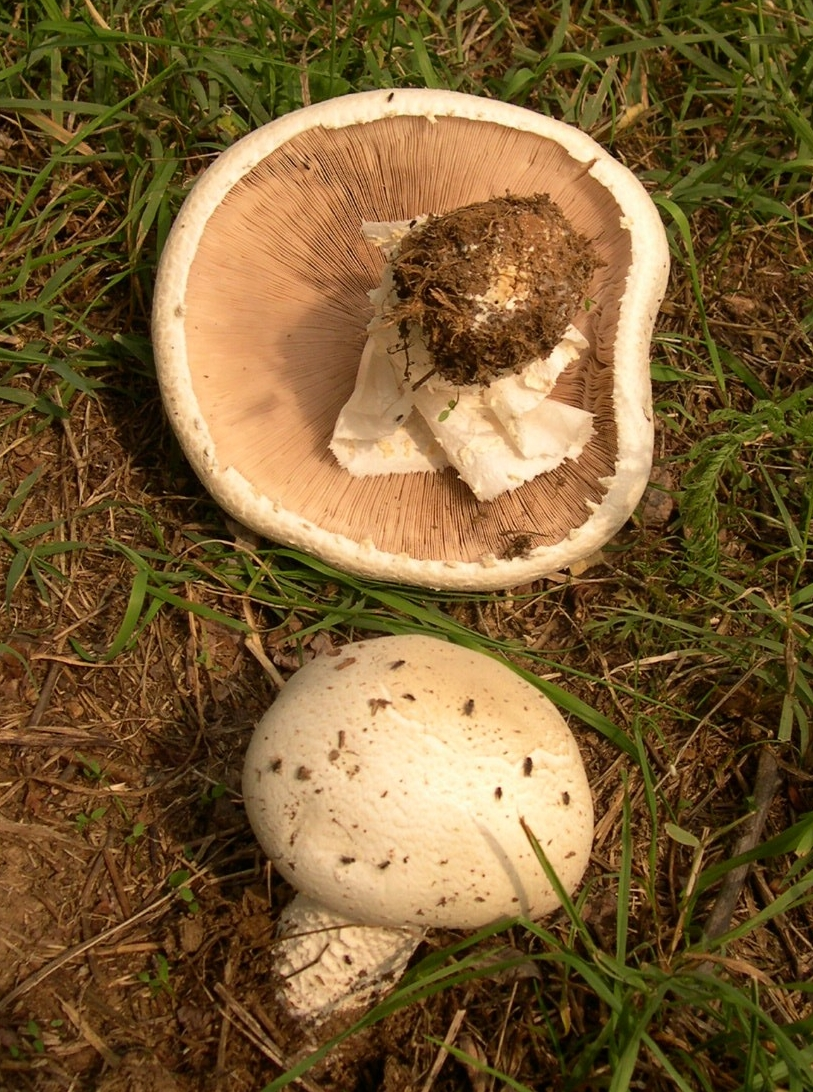
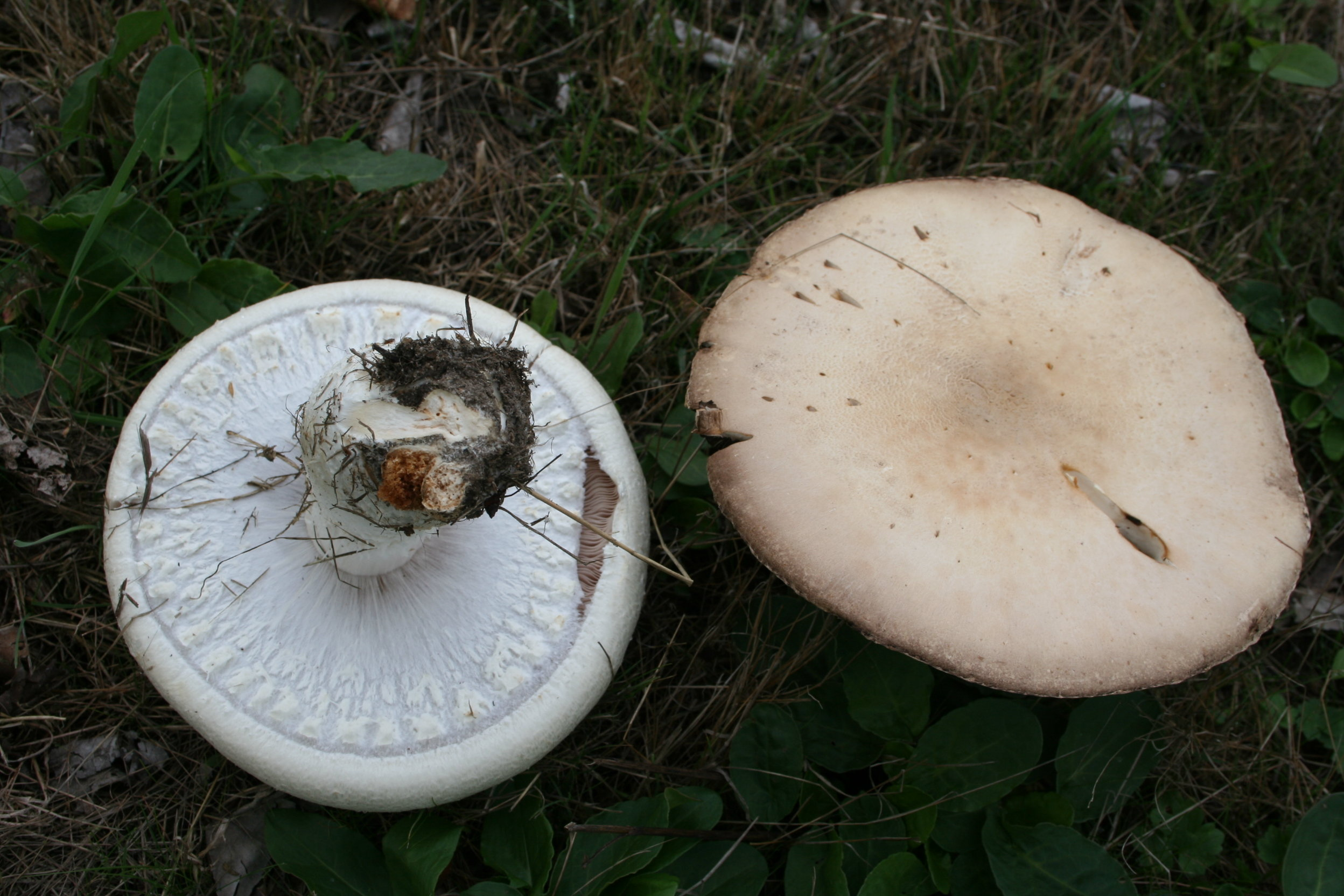
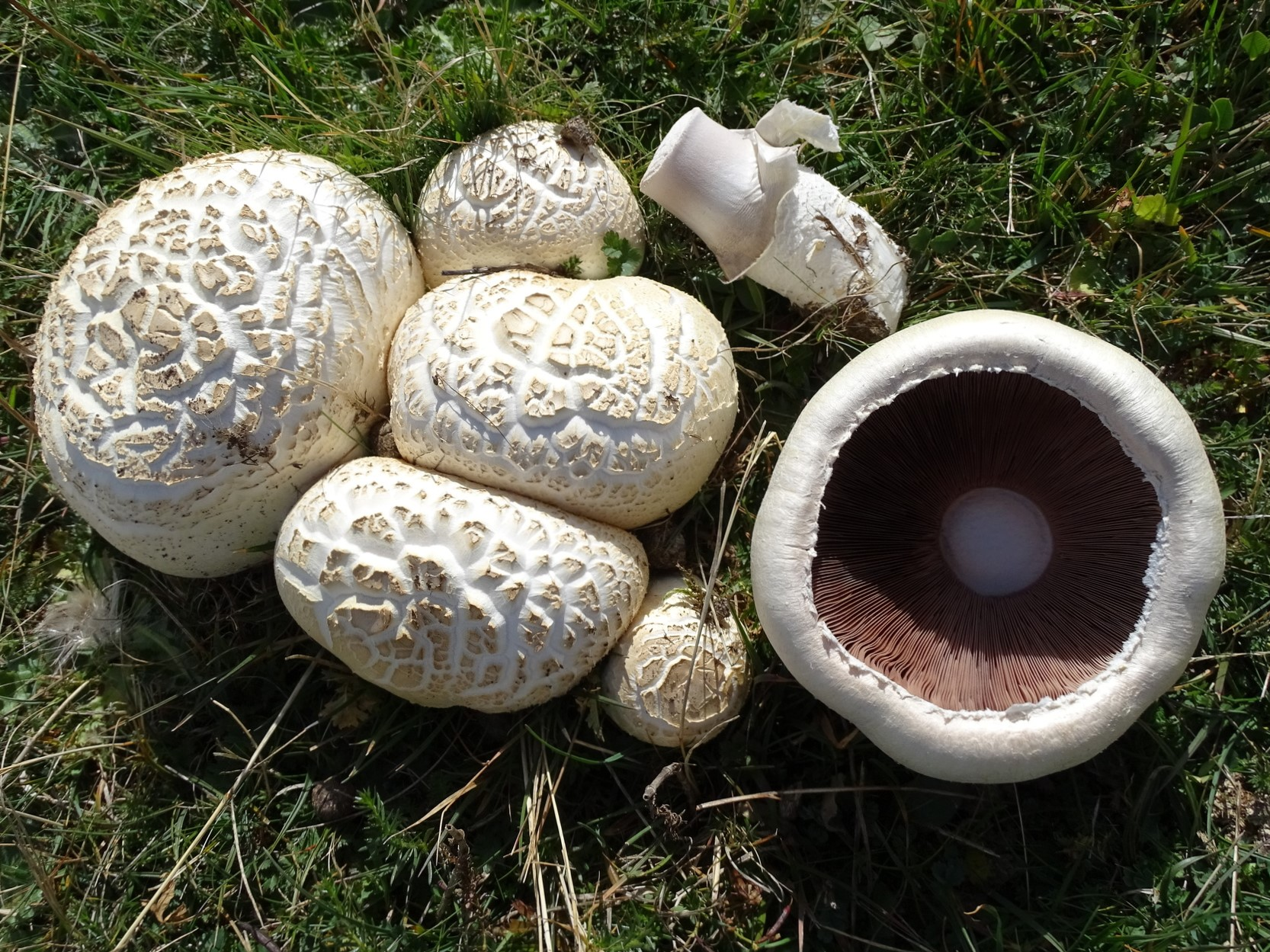
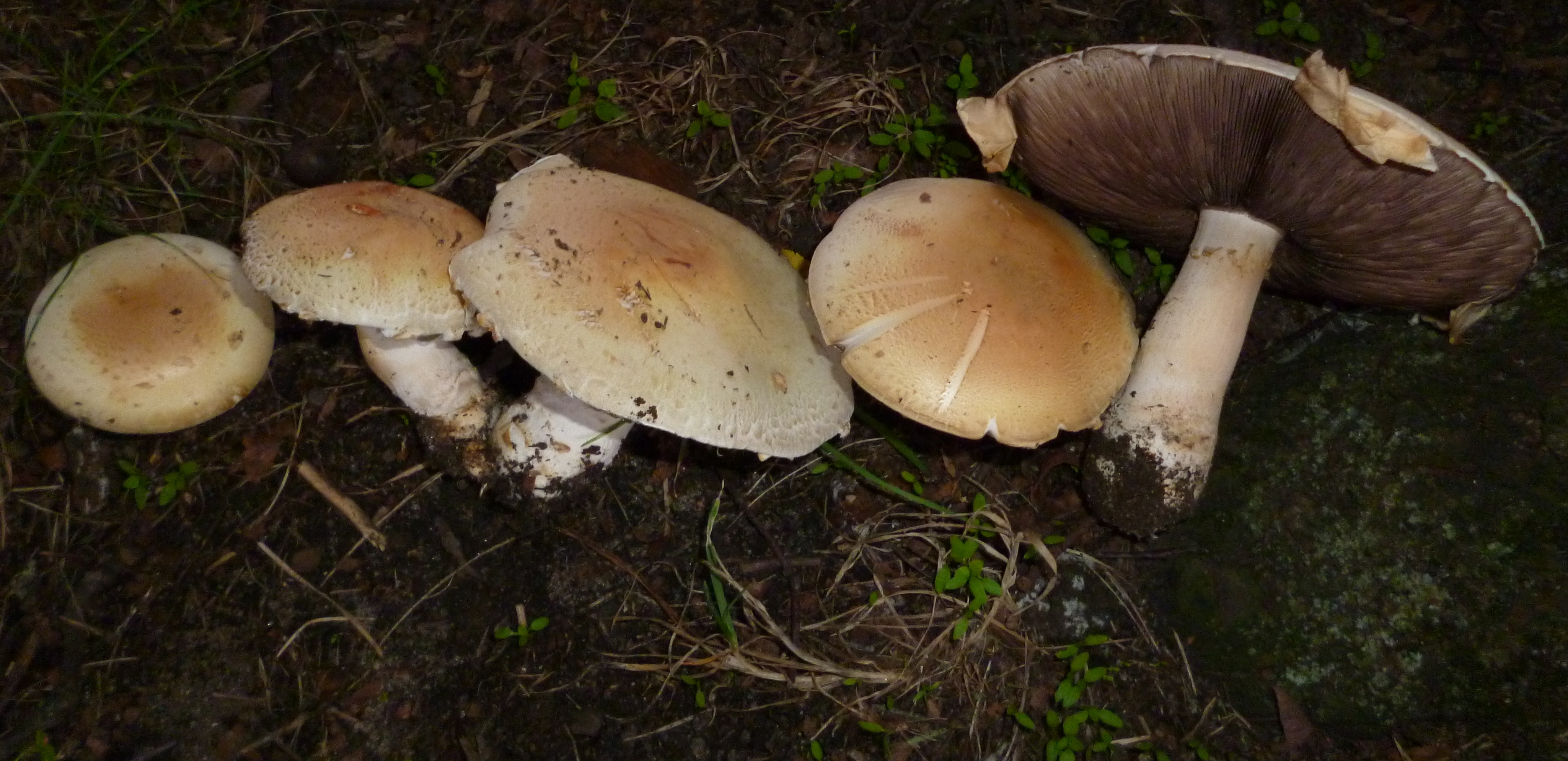
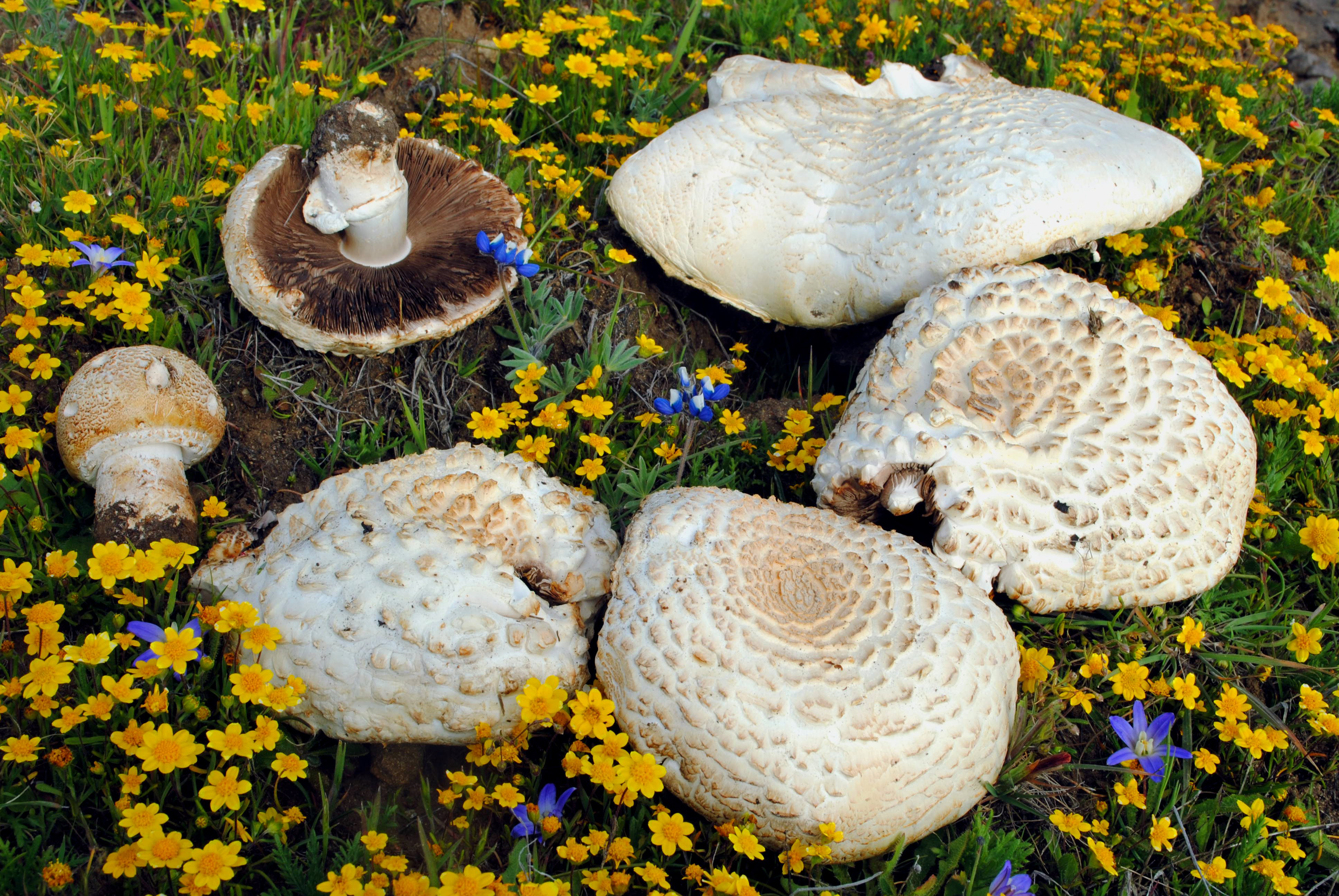
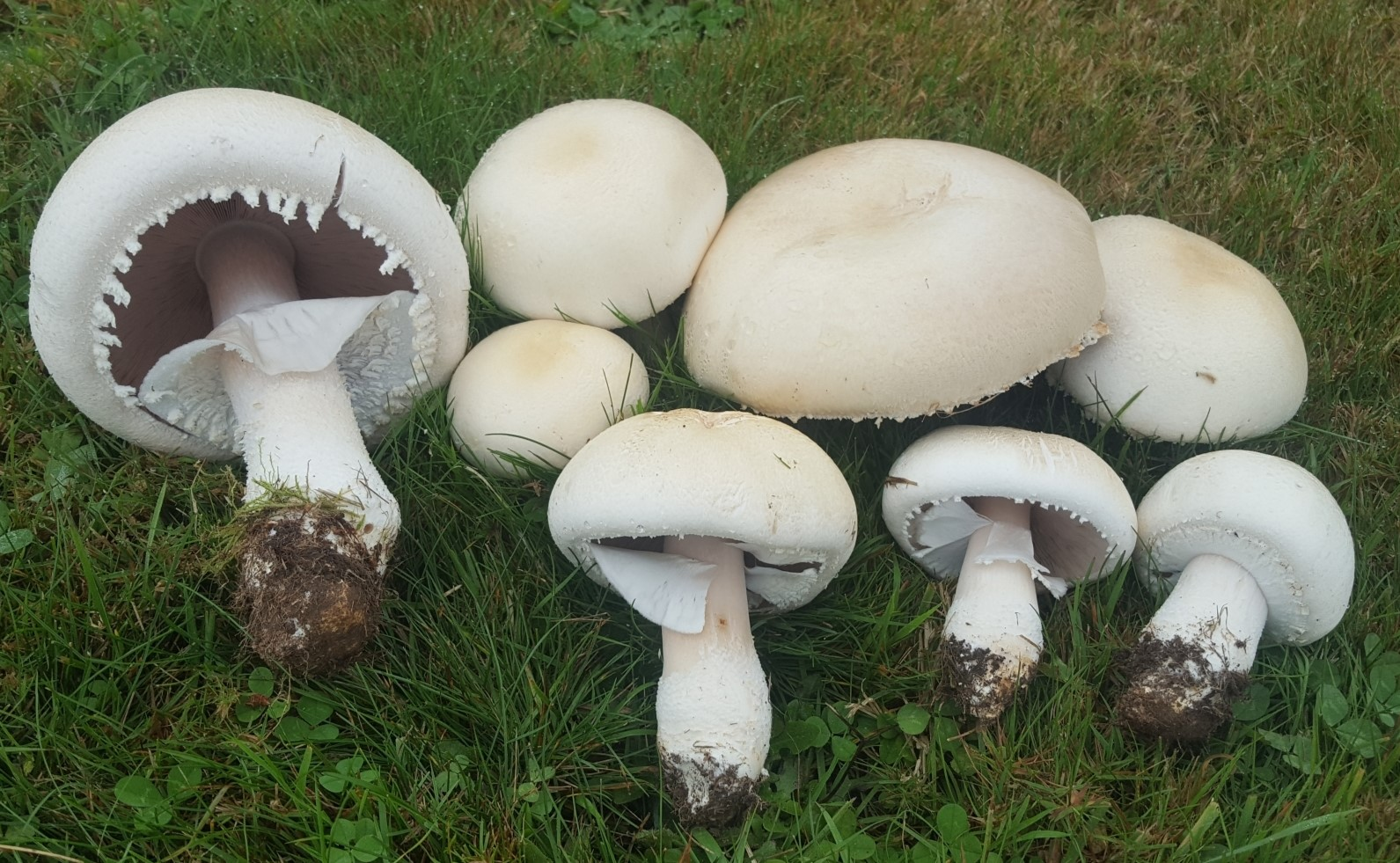
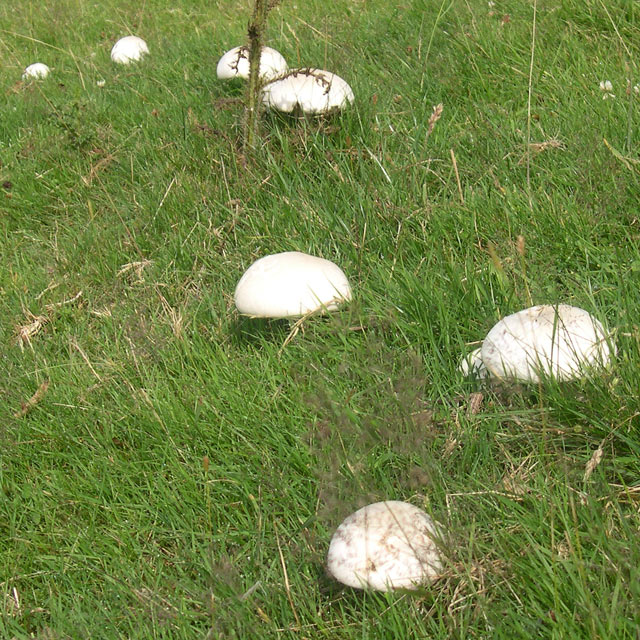

## Variétés et formes
- La var. mutabilis a une chair qui devient lentement jaune luisant au froissement ou à la coupe[4].

## Habitat et distribution

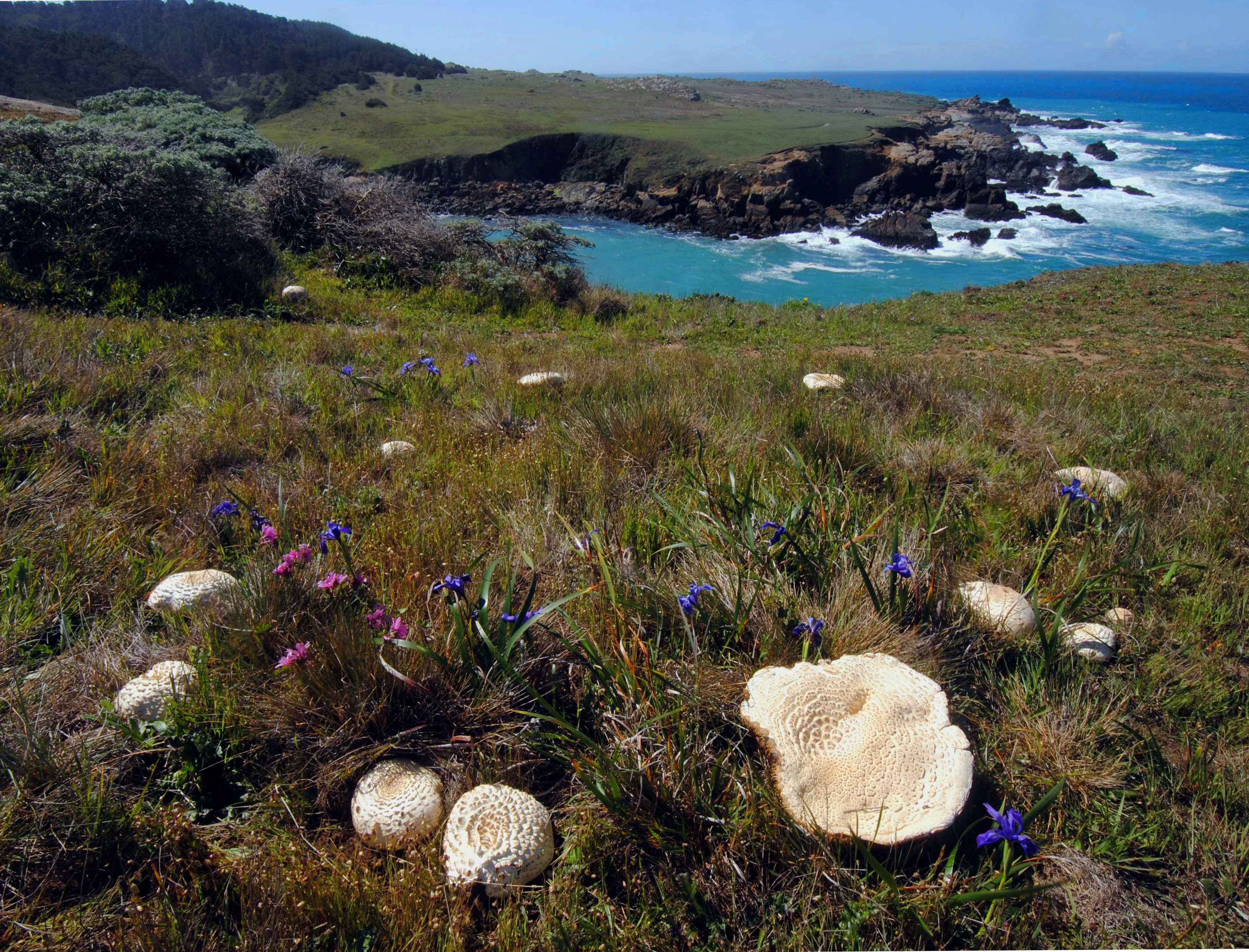
Agarics géants des prés formant un rond de sorcière.

L'Agaric géant des prés est une espèce saprophyte que l'on trouve dans les milieux herbeux et venteux, les prairies, les pelouses, les prairies d'altitude, les lisières de landes, les pâturages, les prairies côtières, les clairières, les lisières de bois et les forêts, du printemps à l'automne, de mai à octobre, jusqu'en novembre. Poussant en solitaire ou dispersé, c'est une espèce inhabituelle à assez rare.

## Comestibilité
L'Agaric géant des prés est un bon comestible,.

## Confusions possibles
L'Agaric géant des prés peut se confondre avec les espèces suivantes :
- L'Agaric Boule-de-neige (Agaricus osecanus), qui est moins grand, a un stipe légèrement plus élancé et moins épais, un peu moins fortement méchuleux, dont le chapeau reste fermé plus longtemps et qui a des spores plus petites.
- L'Agaric géant des bois (Agaricus macrocarpus), qui vient plutôt dans les bois et a des spores plus petites.
- L'Agaric géant des Alpes (Agaricus kuhnerianus), aux spores moins grandes.
- L'Agaric éminent (Agaricus excellens), moins grand et sans flocons sous l'anneau.
- L'Agaric des jachères (Agaricus arvensis), moins grand, pied moins large à maturité, généralement non ou beaucoup moins floconneux, plus faiblement et seulement à la base, odeur d'anis et spores plus petites.
- Le Rosé-des-prés (Agaricus campestris), qui est plus petit, a un anneau fugace, un pied en fuseau et pas d'odeur particulière.